# Pierre Choque
Pierre Choque (Nantes, 1450 körül – 1530). Bretagne-i Anna breton származású első heroldja, aki megörökíti Candale-i Anna útját Magyarországra és házasságát II. Ulászlóval.

## Élete

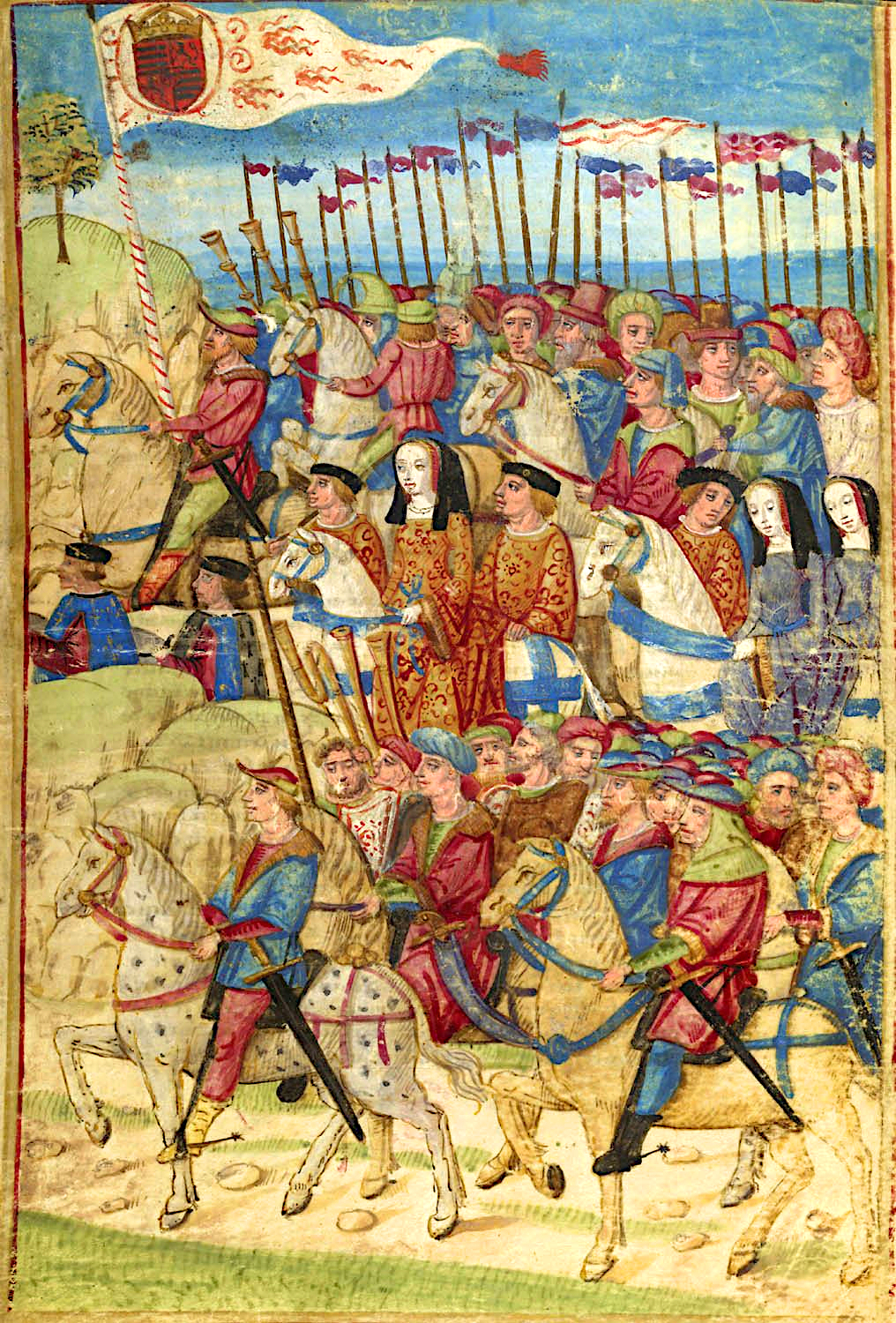
Pierre Choque a beszámolójában képeket is készített Candale-i Annáról, melyek közül egy miniatúra őt ábrázolja kíséretével útban Magyarország felé, így a kép hiteles és egykorú ábrázolásnak tekinthető a királynéról, hogy hogyan is nézhetett ki valójában. A királyné a kép középpontjában foglal helyet.

Bretagne-ból származott, ahonnan Bretagne-i Anna francia királyné is, aki sok bretont gyűjtött maga mellé a francia udvarba. Oklevelek tanúsága szerint nantes-i származású breton volt. Később a nevét Bretagne-ra változtatta, de a hivatali neve is ez volt. "Öntudatos és nemzetiségére büszke breton jelleme művének minden oldalán előtör, különösen mikor »szuverén hercegnőjéről«, vagy a történelem nagy bretonjairól szól. Sőt még breton nyakassága is napvilágra jut közbe-közbe, mikor pl. Bretagne-i Anna temetési szertartásairól szóló jelentésében a Dol-i püspököt következetesen érseknek nevezi. Ez tudniillik Bretagneban helyi szokás volt a XII. század óta, amikor ezt az érsekséget a lakosság akarata ellenére megszüntették." Nantes-ban gyümölcsöse is volt, melyről egy 1506. július 24-ei oklevél szövege is tanúskodik.
Jean d’Auton, XII. Lajos francia király krónikása megnevezi őt mint a királyné főheroldját, akit Bretagne-i Anna elküldött a "Marie la Cordelière" nevű hajóján egy törökök elleni keresztes hadjáratba 1501-ben, amely a franciák vereségével végződik, de Pierre Choque-nak sikerült megmenekülnie a csatából, és megírta személyes élményeit, ez az írása azonban nem maradt fenn. Pierre Choque fontos személyiség volt a francia királyné udvarában, ezért is bízta meg a királyné, hogy kedvenc unokahúgának, Candale-i Annának az esküvői útjáról Magyarországra, az esküvő lefolyásáról és a magyarországi állapotokról írásban részletesen számoljon be neki. A francia királyi pár követeként egy másik breton, François de Tournemine de la Guerche is kísérte a magyar királynét II. Ulászló magyar király udvarába. Pierre Choque 1502. december 11-én Budáról keltezte beszámolóját, ami után visszatért Franciaországba úrnőjéhez. Képes beszámolójában megtalálható Candalei Anna királyné hiteles portréja is.
Szabad óráibán retorikával foglalkozott. Olvasgatta az ókori klasszikusokat, latinul jól tudott. Vagyona gyarapításán is fáradozott. Gyümölcsöséhez sikeresen hozzácsatolt két kis földdarabot, melyet a nantes-i Szent Kereszt apátságtól szerzett, melyek 1509-ben királynéi kegy révén adómentességet kaptak. 1513-ban még egy kis kertet is hozzájuk csatolhatott Nantes-ban, melyhez a Szent Kelemen káptalantól jutott hozzá járadékfizetés fejében.
1513-ban Bretagne-i Anna királyné számára elkészítette Germain Brice királynéi titkár latin nyelvű eposzának verses fordítását.
1514-ben Bretagne-i Anna temetési szertartásait örökíti meg. Könyvének legdíszesebb példánya Savoyai Lujzának, I. Ferenc francia király édesanyjának lett ajánlva, miután a következő évtől a fia lett Franciaország királya.
1523-ban névváltoztatásra kap engedélyt I. Ferenctől, hogy családi nevét Choque-ról Bretagne-ra változtassa. Ezután visszavonult a családja körébe, és jómódban élt haláláig.